# Сантяго Бернабеу Йесте
Вижте пояснителната страница за други личности с името Сантяго Бернабеу.
Сантяго Бернабеу Йесте (на испански: Santiago Bernabéu Yeste) е бивш испански футболист и президент на Реал Мадрид.

## Биография
Пристига в клуба още през 1909 г. като юноша. През 1912 г., когато тимът се мести на Кампо О'Донъл той е доброволец и помага при боядисването на оградата на стадиона, както и полагането на игрището. Има за клуба 79 мача и 69 гола.
После става генерален секретар на клуба, а от 15 септември 1943 г. чак до смъртта си през 1978 г. е пожизнен кралски президент на тима. През целия този период работи в Реал, с изключение периода на Испанската гражданска война, когато е войник в редиците на генерал Франсиско Франко. Когато се връща от войната, Реал Мадрид на практика не съществува и той помага да се изгради отново отборът от нищото. През 1943 г. след сблъсъци на фенове между Реал и ФК Барселона двамата президенти са накарани да напуснат и на тяхно място идват нови. Така Сантяго Бернабеу става президент на тима, като остава на този пост чак до смъртта си. Превръща клуба в световна футболна величина и институция. В края на 50-те години Реал е хегемон в Европа, спечелвайки пет пъти поред КЕШ, като е и първият носител на Междуконтиненталната купа. В негова чест още приживе стадионът на клуба е прекръстен на Сантяго Бернабеу. Когато почива, той оставя тима след 35 години управление, в които е спечелил 6 пъти КЕШ, 16 пъти Примера дивисион, 6 пъти Купата на краля и 1 път Междуконтинентална купа. Почива по време световното първенство в Аржентина, като в негова чест ФИФА обявява 3-дневен траур.